# Jičíněves
Jičíněves (en allemand : Jitschinowes) est une commune du district de Jičín, dans la région de Hradec Králové, en République tchèque. Sa population s'élevait à 619 habitants en 2022.

## Géographie
Jičíněves se trouve à 8 km au sud de Jičín, à 40 km à l'ouest-nord-ouest de Hradec Králové et à 73 km à l’est-nord-est de Prague.
La commune est limitée par Chyjice,Kostelec et Staré Místo au nord, par Nemyčeves au nord-est, par Slatiny et Češov à l'est, par Vršce au sud, et par Kopidlno et Údrnice à l'ouest.

## Histoire
La première mention écrite de la localité date de 1360.

## Administration
La commune se compose de six sections :
- Jičíněves
- Bartoušov
- Dolany
- Keteň
- Labouň
- Žitětín

## Transports
Par la route, Jičíněves se trouve à 8 km de Jičín, à 50 km de Hradec Králové et à 93 km de Prague. 